# Hippeutister manicatus
Hippeutister manicatus är en skalbaggsart som först beskrevs av Lewis 1891.  Hippeutister manicatus ingår i släktet Hippeutister och familjen stumpbaggar. Inga underarter finns listade i Catalogue of Life.